# Maurice Rouvier

Maurice Rouvier

Maurice Rouvier (* 17. April 1842 in Aix-en-Provence; † 7. Juni 1911 in Neuilly-sur-Seine) war ein französischer Politiker. Im Jahre 1887 und erneut 1905 bis 1906 war er Premierminister Frankreichs.

## Leben
Rouvier studierte Ökonomie am Lycée Marseille (dem heutigen Lycée Thiers) und arbeitete zunächst beim Marseiller Bankhaus Zafiropoulos. Er stand in Opposition zum Zweiten Kaiserreich und war an der Gründung von linken Zeitungen wie Le Peuple, Rappel de la Provence und L'Égalité beteiligt.
Rouvier heiratete 1872 die Schriftstellerin und Bildhauerin Marie-Noémi Cadiot (Pseudonym Claude Vignon), die 1888 starb.
Der republikanischen Partei angehörig, wurde er nach dem 4. September 1870 zum Generalsekretär des Départements Bouches-du-Rhône ernannt. Bei den Nachwahlen am 2. Juli 1871 in die Nationalversammlung gewählt, schloss er sich der äußersten Linken an.

Spottpostkarte um 1905

An den Verhandlungen der Kammer nahm Rouvier lebhaften Anteil, namentlich in finanziellen und volkswirtschaftlichen Fragen, und war mehrmals Berichterstatter für das Budget. Léon Gambetta übertrug ihm im November 1881 in seinem Kabinett die Leitung des Handelsministeriums, doch trat er schon am 26. Januar 1882 mit Gambetta zurück. Er leitete es zum zweiten Mal unter Ferry vom Oktober 1884 bis März 1885. Als das Ministerium Goblet im Mai 1887 zurücktrat, wurde Rouvier damit beauftragt, ein neues Kabinett zustande zu bringen. Rouvier übernahm darin die Finanzen sowie das Ressort der Posten und Telegraphen. In der Kammer wurde das neue Ministerium sofort von den Radikalen heftig angegriffen, und Rouvier musste schon im Dezember 1887 zurücktreten.
Von 1890 bis 1911 war Rouvier Präsident des Generalrates des Départements Alpes-Maritimes. Von der Geschäftswelt sehr geschätzt, ein geschickter Finanzmann, wurde er im Februar 1889 wieder Finanzminister. Aber seine zweifellose Beteiligung am Panamaschwindel nötigte ihn, am 13. Dezember 1892 seine Entlassung zu nehmen. Indessen wurde er im Februar 1893 gerichtlich außer Verfolgung gesetzt und bei den Wahlen am 20. August 1893 wieder zum Abgeordneten ernannt. Sein Ruf als hervorragender Finanzmann war so groß, dass er im Juni 1902 wieder Finanzminister im Kabinett von Émile Combes wurde. Im Januar 1903 wurde er in den Senat gewählt. Im Januar 1905 wurde er Ministerpräsident und Finanzminister im Kabinett Rouvier II und übernahm dann, als der antideutsch eingestellte Außenminister Théophile Delcassé in der Marokkofrage das Land nahe an einen Krieg mit Deutschland geführt hatte, nach Delcassés Entlassung das Außenministerium. Er lenkte in der Marokkofrage im September 1905 durch ein Abkommen mit Deutschland auf einen friedlichen Weg. Andererseits setzte er schon am 3. Juli 1905 das Trennungsgesetz zwischen Staat und Kirche in der Abgeordnetenkammer durch, wurde jedoch am 6. März 1906 mit seinem Kabinett wegen ungeschickter Handhabung dieses Gesetzes gestürzt.
Maurice Rouvier starb am 7. Juni 1911 in seinem Privathaus in Neuilly-sur-Seine. Sein Grab befindet sich auf dem alten Friedhof dieser Gemeinde.